# Kirsty Island
Kirsty Island ist eine kleine Insel westlich der Antarktischen Halbinsel. Sie gehört zu den Léonie-Inseln und liegt in der Einfahrt zur Ryder Bay zwischen der Léonie-Insel im Westen und Lagoon Island im Osten.
Luftaufnahmen entstanden bei der vom Falkland Islands Dependencies Survey im Jahr 1957 unternommenen Expedition. Sie diente den Wissenschaftlern der Rothera-Station als Ort für meeresbiologische Untersuchungen. Das UK Antarctic Place-Names Committee benannte sie am 29. September 2004 nach der britischen Meeresbiologin Kirsty Margot Brown (1974–2003), die am 22. Juli 2003 bei einem Tauchgang nahe der Rothera-Station von einem Seeleoparden getötet worden war.